# Фоминский сельский округ (Ярославская область)
Фоминский сельский округ — административно-территориальная единица в Тутаевском районе Ярославской области России. Образован, как и остальные округа, после областной административно-территориальной реформы в 2002 году. Административный центр округа — посёлок Фоминское.
В административных границах Фоминского сельского округа и рабочего посёлка Константиновский  образовано 1 января 2005 года муниципальное образование сельское поселение Константиновское, в соответствии с законом Ярославской области № 65-з от 21 декабря 2004 года «О наименованиях, границах и статусе муниципальных образований Ярославской области».

## Населённые пункты
На территории сельского округа находятся 29 населённых пунктов.
| №  | Населённый пункт |
| -- | ---------------- |
| 1  | п. Фоминское     |
| 2  | д. Аксентьево    |
| 3  | д. Баскачево     |
| 4  | д. Белавино      |
| 5  | д. Борисовское   |
| 6  | д. Брянцево      |
| 7  | д. Дорожаево     |
| 8  | д. Зарницино     |
| 9  | д. Карачарово    |
| 10 | д. Ковалево      |
| 11 | д. Копнинское    |
| 12 | д. Коромыслово   |
| 13 | п. Микляиха      |
| 14 | д. Михальцево    |
| 15 | д. Мотово        |
| 16 | д. Никольское    |
| 17 | д. Новое         |
| 18 | д. Олюнино       |
| 19 | д. Павловское    |
| 20 | д. Панино        |
| 21 | д. Панфилово     |
| 22 | д. Пустово       |
| 23 | п. ст. Пустово   |
| 24 | д. Саблуково     |
| 25 | д. Фарисеево     |
| 26 | д. Федорково     |
| 27 | д. Шишкино       |
| 28 | д. Щетино        |
| 29 | д. Яковлево      |